# Fernando Lopes-Graça
Fernando Lopes-Graça est un compositeur portugais né le 17 décembre 1906 à Tomar et mort à Parede le 27 novembre 1994. Il est considéré comme l'un des plus grands compositeurs portugais du XXe siècle.

## Biographie
Né dans une famille sans tradition musicale – ses parents tiennent un hôtel –, dès l'âge de 14 ans, Lopes-Garça commence à travailler comme pianiste au ciné-théâtre de sa ville natale, Tomar. Il interprète ses propres arrangements et joue des pièces de Debussy et de compositeurs russes contemporains.
En 1923, il suit les cours supérieur du conservatoire de Lisbonne sous la férule de Adriano Meria en piano, Tomás Borba (pt) pour la composition et Luís de Freitas Branco en musicologie. Dès 1927, il fréquente la classe de virtuosité avec le pianiste et ancien élève de Franz Liszt, le pianiste et compositeur José Vianna da Motta. En 1928, il suit également les cours de musicologie et philosophie à la faculté de lettre de Lisbonne qu'il quitte en 1931 en protestation après qu'une grève académique a été réprimée. Entre-temps, il fonde l'hebdomadaire A Acção.

## Œuvre

### Œuvre littéraire
- Disto e Daquilo
- A Música Portuguesa e os seus Problemas
- Cartas com Alguma Moral
- A caça aos coelhos e outros escritos polémicos
- Ensaios Musicológicos
- Diário (quase)
- Reflexões sobre Música
- Opúsculos I, Opúsculos II, Opúsculos III
- Música e Músicos Modernos
- Talia, Euterpe & Terpsicore
- A Canção Popular Portuguesa
- Musicália

### Œuvre musicale
- 1927 : Variações sobre um tema popular português pour piano
- 1931 : Première version des sonatines pour violon et piano numéro 1 et 2.
- 1934 : Chanson pour voix et piano sur des poèmes de Fernando Pessoa, Adolfo Casais Monteiro (en) et António Botto
- 1936 : Chansons sur des poèmes d'Afonso Duarte (pt), Carlos Queiroz et José Régio (en)
- 1938 : Musique de ballet La Fièvre du temps et début du travail d'arrangements de chansons traditionnelles portugaises pour voix et piano
- 1939 : Sonate pour piano numéro 2 et chansons sur des sonnets de Camões.
- 1940 : Premier concerto pour piano et orchestre et suite orchestral A febre do tempo
- 1941 : Trois danses portugaises pour orchestre
- 1942 : Premières versions du deuxième deuxième concerto pour piano et orchestre et cantate pour voix et orchestre História Trágico-Marítima, sur des poèmes de Miguel Torga
- 1943 : Symphonie pour orchestre
- 1948: Six vielles chansons françaises pour voix moyenne et piano

## Discographie
- Concertos pour piano nos 1 et 2 - Eldar Nebolsin (piano), Orchestre symphonique de Porto–Casa da Musica, dir. Mathias Bamert, (11–14 mars 2011, Naxos 8.572817) (OCLC 842962153)
- Œuvres pour violon et piano - Bruno Montero, violon ; João Paulo Santos, piano (21–23 novembre 2012, Naxos 9.70177) (OCLC 896032884)
- Musique pour quatuor avec piano, vol. 1 : Quatuor à cordes no 1, Suite Rustica, Canto de Amor e de Morte - Olga Prats (piano), Quatuor Fernando Lopes-Graça (2014, Toccata TOCC 0253) (OCLC 880359474)
- Œuvres pour piano - Artur Pizzaro, piano (11–15 juin 2012, Capriccio C5196) (OCLC 879652285)